# Tambourine-härvan
Tambourine-härvan är en benämning på sju rättstvister som involverade artister med kopplingar till Tambourine Studios.
I juni 2010 påstod artisten Jason Diakité (med artistnamnet Timbuktu) att 4,9 miljoner svenska kronor försvunnit från hans konto.  Tambourine Studios hanterade även hans bokföring, och under åren 2006 - 2008 hade flera stora uttag hade gjorts från Jason Diakités konto. Han menade att pengarna gått till andra artisters bolag, däribland The Hives, The Ark, Weeping Willows och Europe.
Diakité stämde därför de bolag som tillhörde eller hade tillhört The Hives, Europe, The Ark, Weeping Willows och The Soundtrack of Our Lives på 5 miljoner kronor. The Hives svarade med att kräva Diakité på 3,2 miljoner kronor.
Några av de inblandade artisterna menade att det saknades pengar. Tambourine Studios påstods ha lånat ut pengar mellan artisterna, utan artisternas vetskap eller medgivande. I maj 2011 återkallade Jason Diakité sin stämning av The Hives, efter att The Hives betalat Diakité bolag cirka 2 miljoner kronor. En uppgörelse nåddes senare även med The Ark.
Strax därefter stämde även The Cardigans The Hives med krav på återbetalning av 18 miljoner kronor som The Cardigans menade att The Hives hade lånat av dem, men inte återbetalat.
The Hives stämde Tambourine Studios och krävde ett prisavdrag på nästan 9 miljoner kronor. De menade att studion inte utfört sitt arbete på rätt sätt. I maj 2012 stämde The Hives även sin revisionsfirma PWC Sverige (Öhrlings PricewaterhouseCoopers) med ett skadeståndskrav på 177 miljoner kronor eftersom The Hives menade att tvisterna hämmat deras kreativitet.
I juli 2011 lämnade The Ark in en stämning mot bland andra The Hives för återbetalning av skulder.
Den 16 april 2013 dömde Lunds tingsrätt The Hives till att betala 23,6 miljoner kronor till The Cardigans.
I tingsrättens dom från den 16 april smulades påståendet om felaktigheter begångna av studion mer eller mindre sönder av tingsrätten.
Konflikterna mellan de olika parterna drev fram en hård ton med anklagelser och smutskastning via media. Det förekom även anklagelser om att brott begåtts. En ekobrottsutredning genomfördes 2011 men lades sedan ned eftersom man inte fann någon grund för misstankarna.
Den 22 november 2013 föll domen i Malmö tingsrätt i målet där The Hives stämt Tambourine Studios på 9 miljoner kronor. The Hives krav avvisades dock av tingsrätten och Tambourine Studios friades helt. Istället dömdes The Hives att betala 4,4 miljoner kronor, inklusive rättegångskostnader, till Tambourine Studios.